# Pitkäjärvi (sjö i Finland, Norra Österbotten, lat 63,67, long 24,73)
Pitkäjärvi är en sjö i Finland. Den ligger i kommunen Reisjärvi i landskapet Norra Österbotten, i den centrala delen av landet, 400 km norr om huvudstaden Helsingfors. Pitkäjärvi ligger 126,7 meter över havet. Arean är 6,03 kvadratkilometer och strandlinjen är 30,42 kilometer lång. Sjön  ingår i Kalajoki älvs huvudavrinningsområde.   I omgivningarna runt Pitkäjärvi växer i huvudsak blandskog.
I sjön finns flera öar, bland annadra Honkasaari.